# Аделберт фон Шамисо
Аделберт фон Шамисо (фр. Louis Charles Adélaïde de Chamissot; Шалон ен Шампањ, 30. јануар 1781 — Берлин, 21. август 1838) био је немачки књижевник и ботаничар.

## Биографија
Рођен је као Луј Шарл Аделејд де Шамисо у дворцу у Бонкуру, у Шампањи, Француска, седишту предака своје породице. Његово име се појављује у неколико облика, од којих је најзаступљенији Лудолф Карл Аделберт фон Шамисо.
Након Француске револуције његови родитељи су се населили у Берлину, где је млади Шамисо 1798. ушао у пруски пешадијски пук као заставник. Убрзо након Тилзитског мира, породици је било дозвољено да се врати у Француску. Међутим, Шамисо је остао у Немачкој и наставио да гради своју војну каријеру. Имао је мало школе, али је за време пруске војне службе у Берлину марљиво проучавао природне науке три године. У сарадњи са Варнхагеном фон Ензеом, Шамисо је 1803. основао Berliner Musenalmanach, у коме су настали и његови први стихови. Предузеће је било промашај и, прекинуто ратом, трајало је до 1806. Међутим, оно га је показало многим познатим песницима тога времена који су га окарактерисали као песника у успону.
Године 1801. постао је поручник, а 1805. године, праћен својим пуком у Хамелн, где је следеће године био понижен због своје издајничке капитулације. За време условне отишао је у Француску, али су му оба родитеља већ била мртва. По повратку у Берлин у јесен 1807. добио је отказ из службе. Без куће и занимања, разочаран и утучен, живео је у Берлину до 1810, када му је, кроз услуге старим породичним пријатељима, понуђен посао професора у школи Наполеонвил у Вандеји.
Преузео је дужност и придружио се кругу око Госпође де Стал. Пратећи њу у њеном изгнанству у Копету у Швајцарској, остао је тамо скоро две године и посветио се ботаничким истраживањима. Године 1812. се вратио у Берлин, где је наставио своје научне студије. У лету 1813. написао је наративну прозу Петер Шемил, човека који је продао своју сенку. Ово његово најпознатије дело преведено је на скоро све европске језике. Дело је делимично написано да би Шамисо скренуо своје мисли, а и да би забавио децу свог пријатеља Јулија Едуарда Хицига.
Године 1815. Шамисо је именован за ботаничара на руском броду Рурик, опремљен о трошку руског грофа Николаја Румјацева којим је командовао Ото фон Коцебу на научном путовању око света. Јануара 1818. покупили су Кребса, Мунда и Мари на Рту добре наде. Његов дневник експедиције (Tagebuch, 1821) је фасцинантна прича о експедицији до Тихог океана и Беринговог мора. Током овог путовања Шамисо је описао велики број нових врста. Неколико њих, између осталог и врсту Eschscholzia californica, назвао је по Јохану Фридриху фон Ешолцу, ентомологу брода Рурик.
Шамисо је по повратку са путовања, 1818. године, постао кустос ботаничке баште у Берлину и био изабран за члана Академије наука. Године 1919. је оженио ћерку свог пријатеља Хицига, Антони Пјаст (1800—1837). Постао је водећи члан Серапион братства, књижевног круга око Е. Т. А. Хофмана. По њему носи име род Camissonia Link.
Умро је са 57. година. Његов гроб налази се на Гробљу број 3 црквене скупштине Јерусалимске и Нове цркве (Friedhof III der Jerusalems- und Neuen Kirchengemeinde) у Берлину.